# 胡闰儿
胡闰儿（—1338年），元朝河南陈州人。
因善於使棒，棒长六七尺，“进退技击如神”，人称“棒胡”，早年自称李老君太子，妄言彌勒佛降生，“烧香惑众，妄造妖言”。元惠宗至元三年（1337年），在汝宁信阳州起义，攻破归德府鹿邑、陈州城。以杏冈镇作根據地。至元四年（1338年）兵敗被俘，押至大都（北京）斩首。